# Rhipidure à collier
Rhipidura fuliginosa
Espèce
Statut de conservation UICN

 LC  : Préoccupation mineure
Le Rhipidure à collier (Rhipidura fuliginosa) est une espèce de petits oiseaux insectivores de la famille des Rhipiduridae (Bird Life 2004), répandue en Nouvelle-Zélande (où elle est connue sous le nom māori de Pīwakawaka ou Tīwakawaka).

## Description
L'oiseau mesure environ 16 centimètres de long dont la moitié pour la queue. Il a plusieurs couleurs possibles allant du gris souris au gris foncé en passant par le gris brun sur le dos. Le ventre est plus clair quelquefois jaune ; la gorge est blanche comme quelquefois des taches autour des yeux. La queue est blanche pour les plumes périphériques mais lorsque l'oiseau déploie sa queue en éventail lorsqu'il parade, on constate que les plumes centrales sont foncées.

## Alimentation
Il se nourrit d'insectes.

## Reproduction
Il construit un nid en coupe dans la fourche d'un arbre. Le nid est fait d'écorce, de mousse, de toiles d'araignées. La femelle pond trois à quatre œufs que les deux parents couvent. L'incubation est d'environ deux semaines. Les deux parents nourrissent les petits.

## Sous-espèces
D'après Alan P. Peterson, 4 sous-espèces ont été décrites dont une est éteinte:
- †Rhipidura fuliginosa cervina Ramsay, EP 1879 — île Lord Howe
- Rhipidura fuliginosa fuliginosa (Sparrman) 1787  — île du Sud
- Rhipidura fuliginosa penita Bangs 1911 — îles Chatham
- Rhipidura fuliginosa placabilis Bangs 1921 — île du Nord

## Galerie

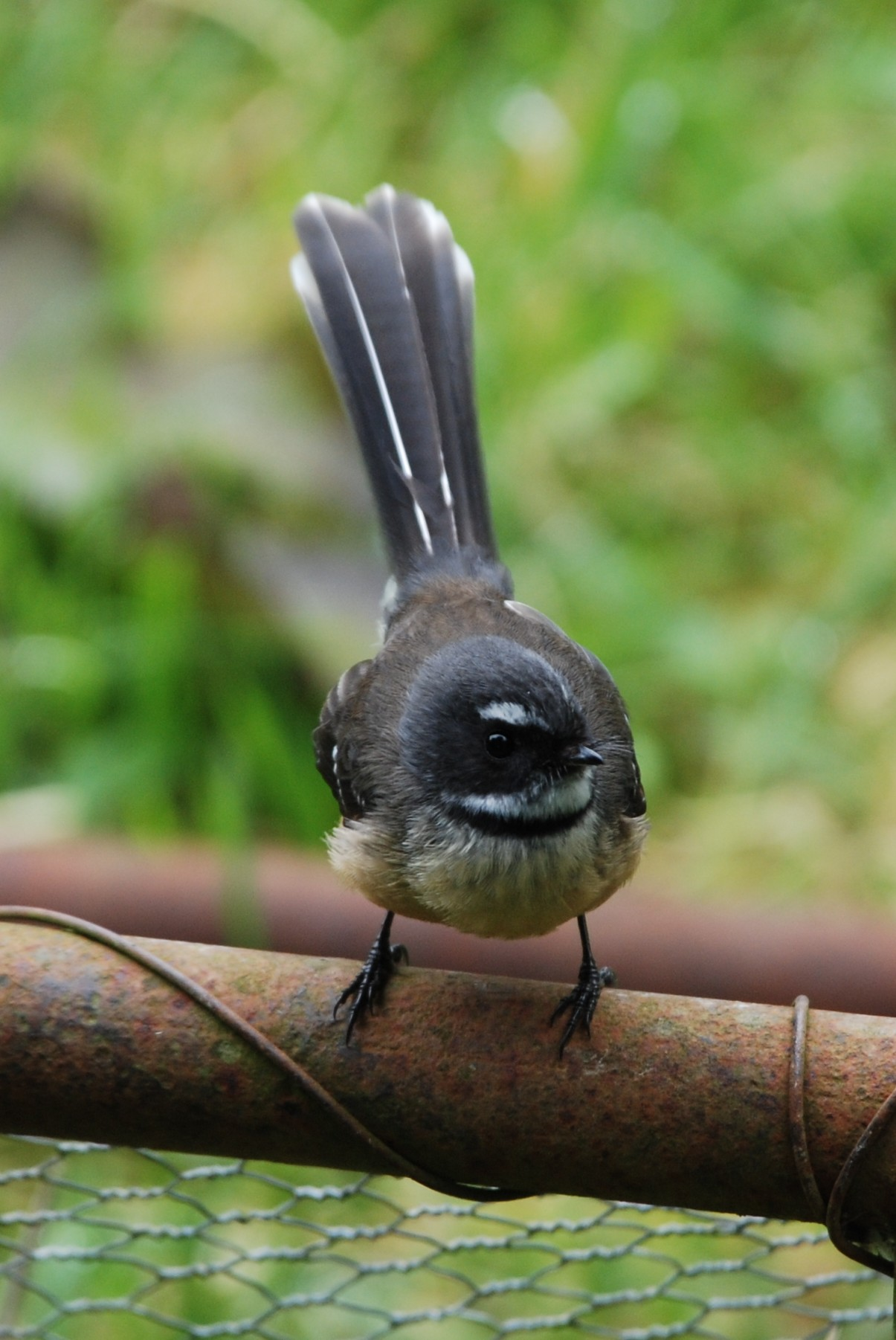
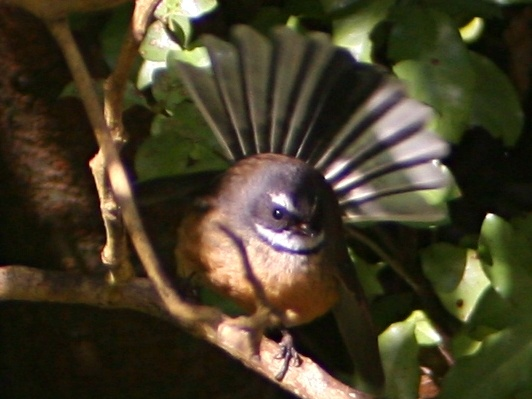
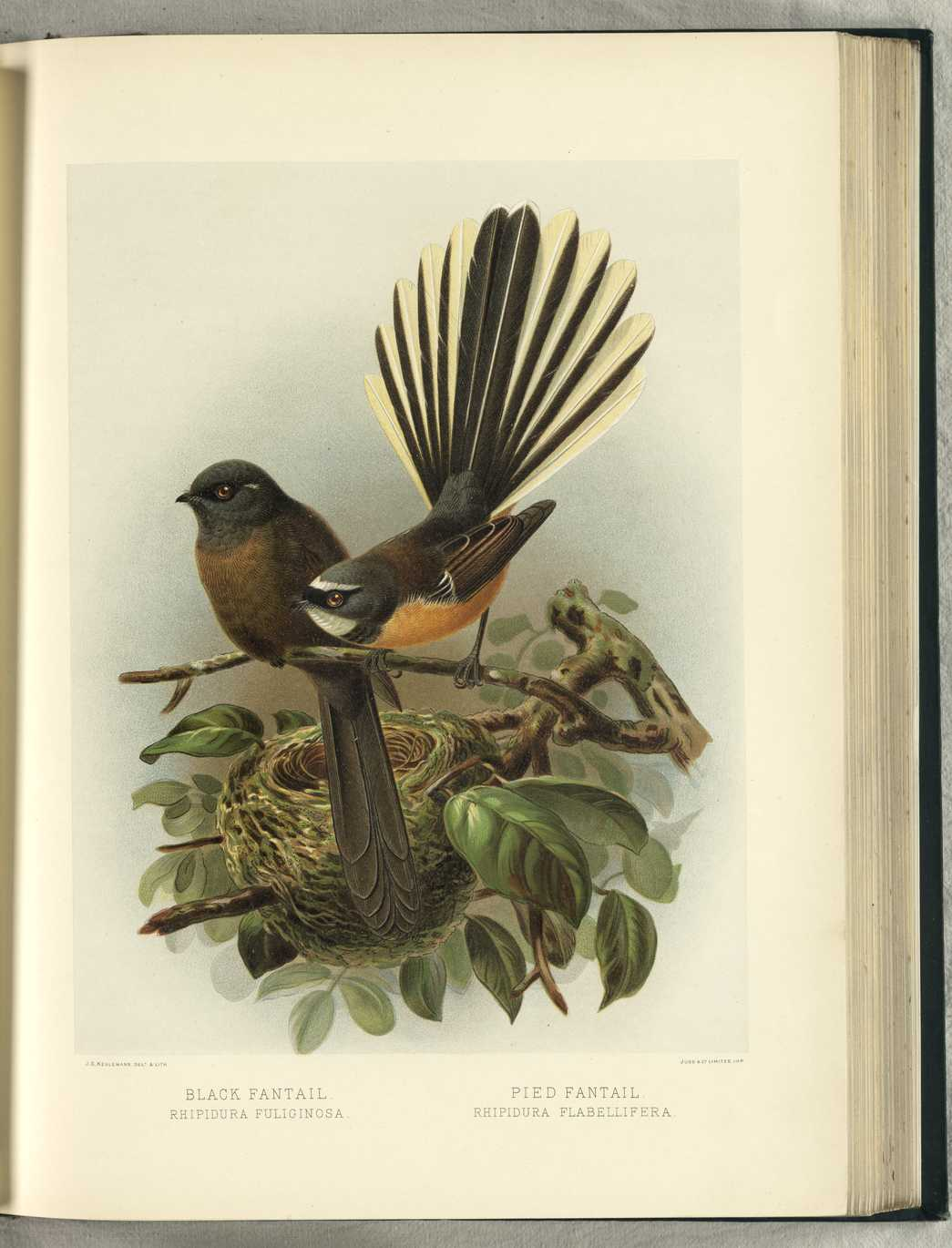